# Palas de Rey (parroquia)
Palas de Rey (llamada oficialmente San Tirso de Palas de Rei) es una parroquia y una villa española del municipio de Palas de Rey, en la provincia de Lugo, Galicia.

## Otras denominaciones
La parroquia también es conocida por el nombre de Santiso de Palas de Rei.

## Organización territorial
La parroquia está formada por tres entidades de población:

### Entidades de población
Entidades de población que forman parte de la parroquia:
- Palas de Rei
- Penela

### Despoblado
Despoblado que forma parte de la parroquia:
- Cruxás (Curuxás)

## Demografía

### Parroquia
| Gráfica de evolución demográfica de Palas de Rey (parroquia) entre 2000 y 2020 |
|                                                                                |
| Datos según el nomenclátor publicado por el INE.                               |

### Villa
| Gráfica de evolución demográfica de Palas de Rei (villa) entre 2000 y 2020 |
|                                                                            |
| Datos según el nomenclátor publicado por el INE.                           |